# ウィリアム・ジ・アゼヴェード・フルタード
ウィリアム・ジ・アゼヴェード・フルタード（William de Asevedo Furtado、1995年4月3日 - ）は、ブラジル・ペロタス出身のプロサッカー選手。クルゼイロEC所属。ブラジル代表。ポジションはDF。

## 経歴

### クラブ
ECジュベントゥージの下部組織でプレーを始め、2012年にSCインテルナシオナルの下部組織に移籍。
2017年6月、カンピオナート・ガウショ終了後のVfLヴォルフスブルク移籍内定が発表された。
2021年1月25日、シャルケ04にシーズン終了までのレンタル移籍で加入。

### 代表
2016年のリオ五輪では南アフリカ戦、イラク戦、デンマーク戦の3試合に出場、金メダル獲得に貢献した。
2024年9月、2026 ワールドカップ南米予選に挑むブラジル代表に初招集される。

## 代表歴

### 出場大会
- U-23ブラジル代表
  - 2016年 - リオデジャネイロオリンピック（金メダル）
- ブラジル代表
  - 2024年 - 2026 ワールドカップ南米予選

### 試合数
- 国際Aマッチ 0試合 0得点（2024年-）

## タイトル
SCインテルナシオナル
- カンピオナート・ガウショ: 2015, 2016

U-23サッカーブラジル代表
- 2016年リオデジャネイロオリンピック: 金メダル